# Вильмотье
Вильмотье́ (фр. Villemotier) — коммуна во Франции, находится в регионе Рона — Альпы. Департамент — Эн. Входит в состав кантона Колиньи. Округ коммуны — Бурк-ан-Брес.
Код INSEE коммуны — 01445.

## География
Коммуна расположена приблизительно в 360 км к юго-востоку от Парижа, в 75 км северо-восточнее Лиона, в 18 км к северо-востоку от Бурк-ан-Бреса.
По территории коммуны протекает река Сольнан.

## Климат
Климат полуконтинентальный с холодной зимой и тёплым летом. Дожди бывают нечасто, в основном летом.

## Население
Население коммуны на 2010 год составляло 632 человека.
| 1962 | 1968 | 1975 | 1982 | 1990 | 1999 | 2010 |
| ---- | ---- | ---- | ---- | ---- | ---- | ---- |
| 434  | 403  | 372  | 384  | 419  | 455  | 632  |

## Экономика
В 2010 году среди 412 человек трудоспособного возраста (15—64 лет) 338 были экономически активными, 74 — неактивными (показатель активности — 82,0 %, в 1999 году было 74,2 %). Из 338 активных жителей работали 314 человек (168 мужчин и 146 женщин), безработных было 24 (14 мужчин и 10 женщин). Среди 74 неактивных 22 человека были учениками или студентами, 33 — пенсионерами, 19 были неактивными по другим причинам.

## Достопримечательности
- Мельница, построенная Клодом и Дени Пертюизе (1796 год). Не работает с 1970 года. Исторический памятник с 2005 года[4]

## Фотогалерея

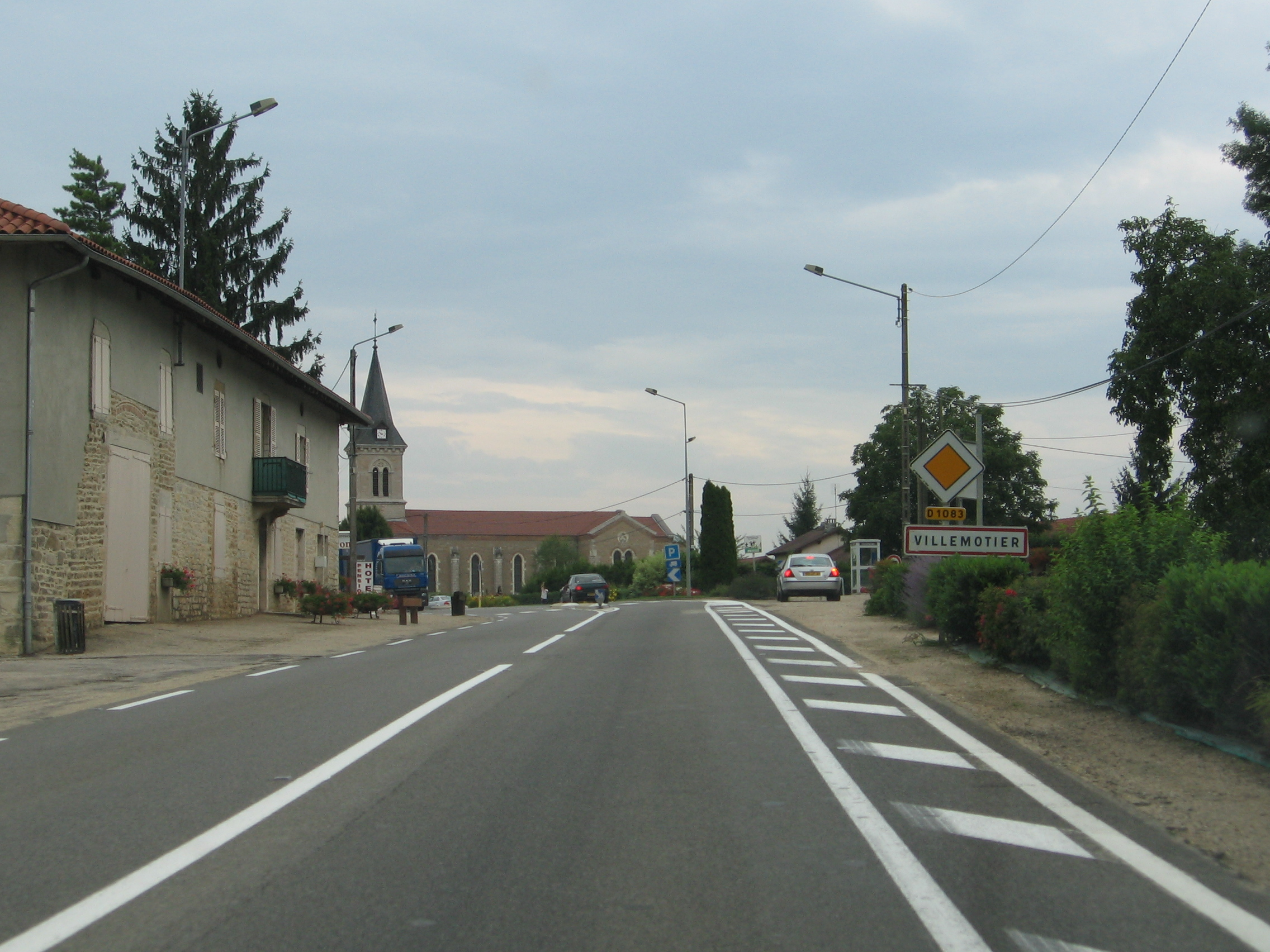
Вильмотье
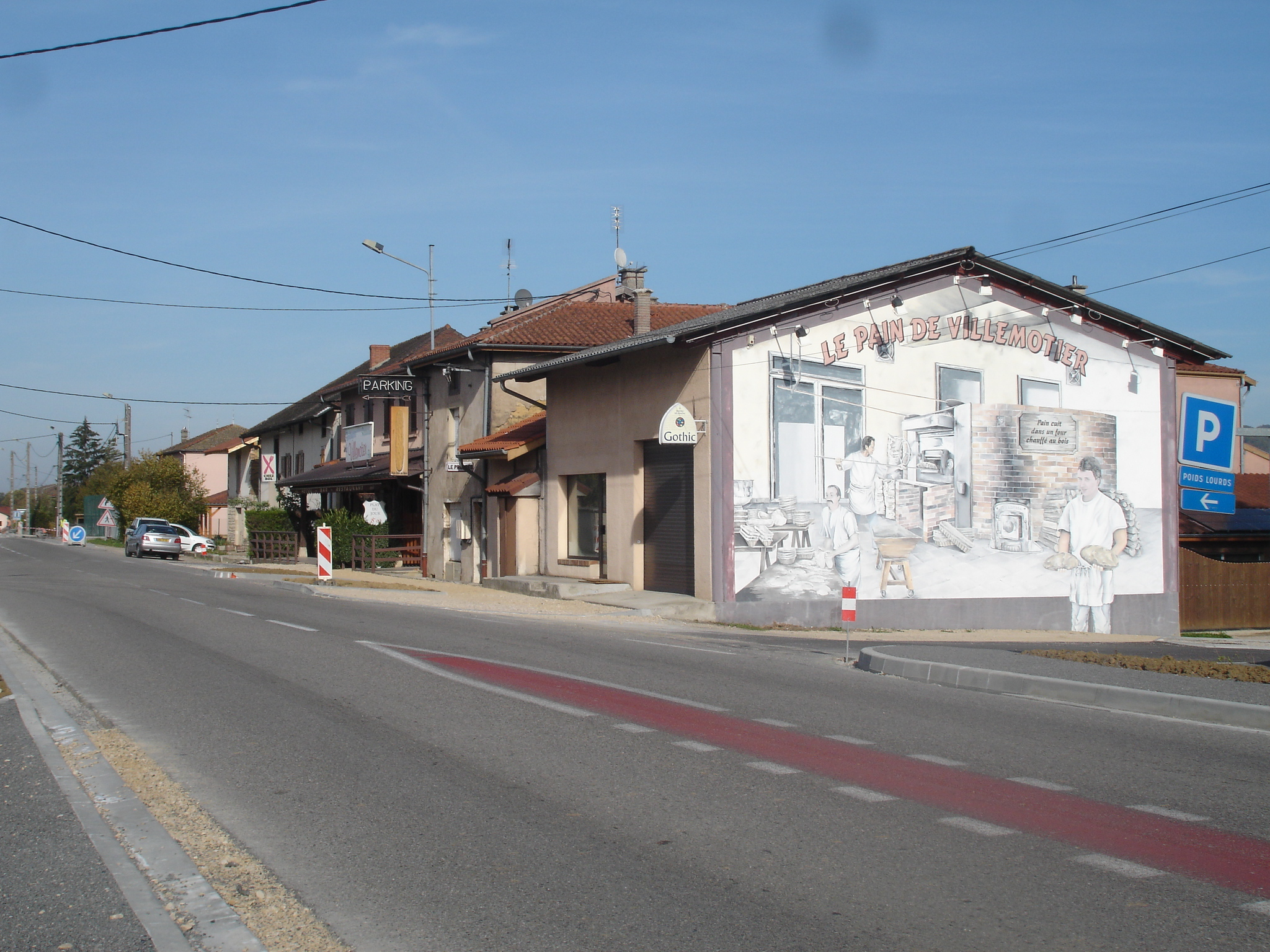
Вильмотье
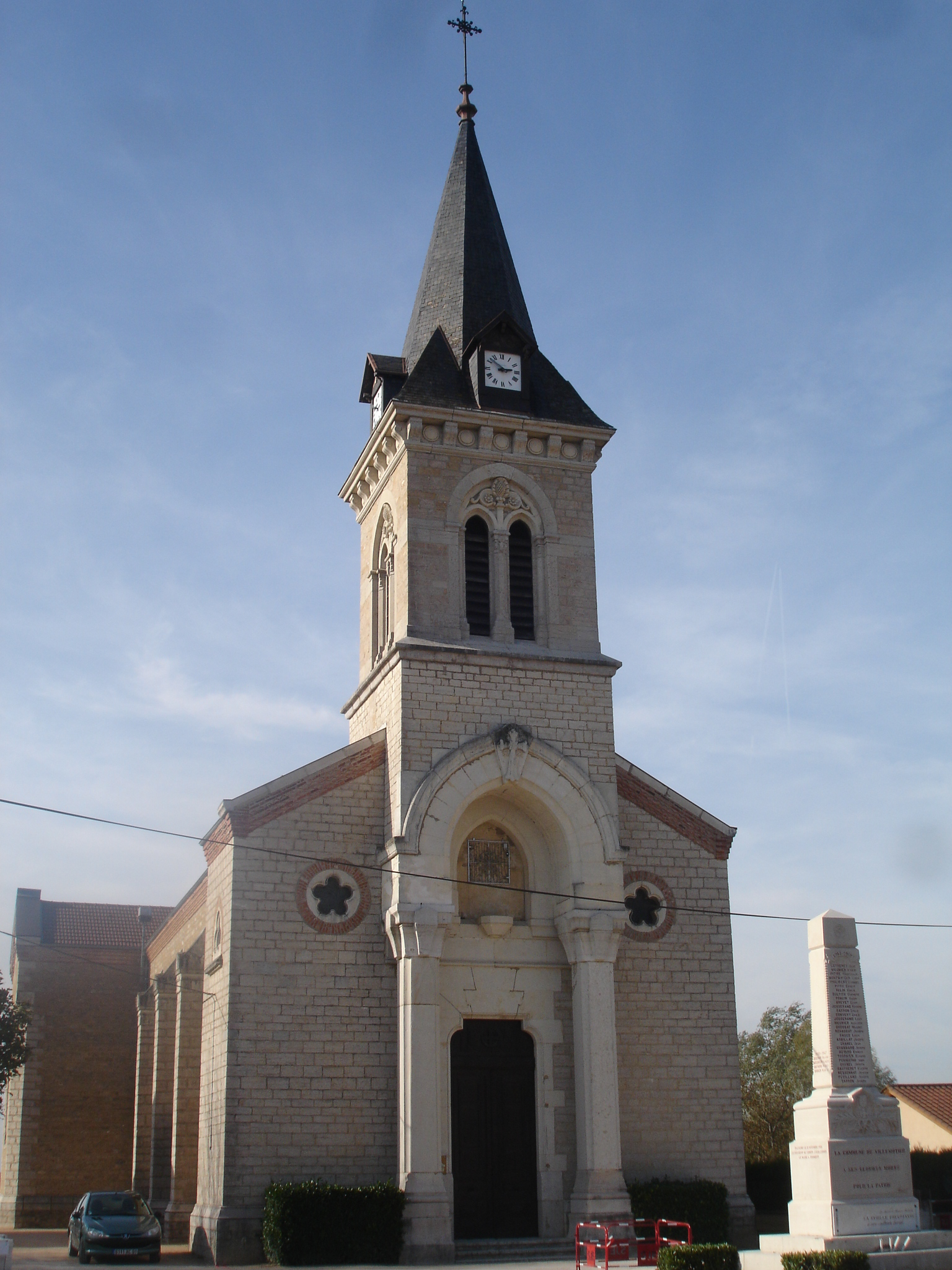
Церковь и военный мемориал
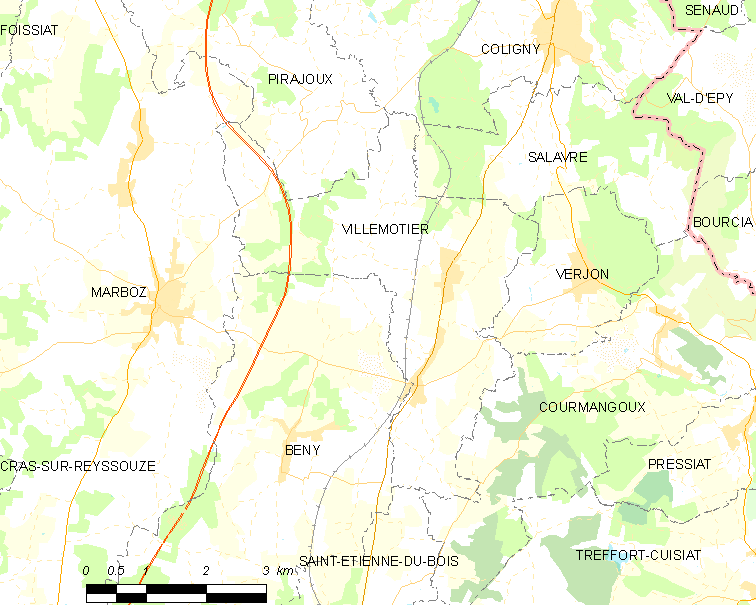
Карта коммуны